# Ferrari 288 GTO
Ferrari 288 GTO – supersamochód produkowany przez włoską firmę Ferrari, zaprezentowany podczas Geneva Motor Show w 1984 roku. Stworzone pierwotnie z myślą o startach w grupie B rajdowych mistrzostw świata, jednakże nigdy w tejże grupie nie wystartowało. Likwidacja grupy B w związku z wypadkiem Toivonena spowodowała zatrzymanie produkcji 288, przez co powstało jedynie 277 sztuk tego samochodu. Oznakowanie informowało, że ośmiocylindrowy silnik ma 2,8 litra pojemności. Pojemność ta pomnożona przez formułę wyrównawczą 1.4 związaną z użyciem turbosprężarek stawiała 288 GTO tuż poniżej 4-litrowej granicy dla samochodów bez doładowania, ale stwarzała Ferrari możliwość uzyskania dużo większej mocy niż ta, którą można by wycisnąć z 4-litrowego niedoładowanego silnika i to bez znacznej straty na zużyciu paliwa. 288 GTO stylizowany przez Pininfarinę we współpracy z ekspertami Ferrari od aerodynamiki wyglądał jak 308-ka na sterydach. Rozstaw osi powiększono o 110 mm, powiększono także rozstaw przednich i tylnych kół, żeby samochód lepiej trzymał się drogi. Zwiększenie rozstawu osi dało więcej miejsca na zainstalowanie przekonstruowanego silnika i skrzyni biegów w układzie zupełnie innym niż to miało miejsce w 308-ce. W 308-ce V8 był instalowany poprzecznie za kabiną kierowcy, ze skrzynią biegów poniżej bloku silnika. W GTO silnik leżał podłużnie, a skrzynia biegów (nowa, pięciobiegowa z osią poprzeczną i dyferencjałem o ograniczonym poślizgu) leżała za silnikiem. Ten klasyczny wyścigowy układ miał szereg nowych zalet, ale główną było to, że łatwiejszy był dostęp zarówno do silnika, jak i do skrzyni biegów, a to wielka zaleta podczas wyścigu. Obniżyło to środek ciężkości całego pojazdu. 288 GTO przeszedł również potężną kurację odchudzającą. Tam gdzie tylko mógł, Ferrari zastąpił konwencjonalne materiały superlekkimi, egzotycznymi materiałami takimi, jakie stosowało się w samochodach Grand Prix. Podobne zmiany dotyczyły również silnika. Nawet w wersji drogowej 288 GTO, który był obecnie dobrze wyposażonym, komfortowym samochodem, ważył o około 180 kg mniej niż mniejsza od niego 308-ka. Jeżeli zestawić te udoskonalenia: większą moc z obniżoną wagą, okazywało się, że GTO miał lepszy od jakiegokolwiek innego samochodu drogowego stosunek mocy do wagi wynoszący około 330 KM/t. Natomiast w wersji wyścigowej wskaźnik ten powinien wzrosnąć do poziomu 550 KM/t, co było imponującym wynikiem jak na samochód sportowy. W wersji drogowej, był to najszybszy produkowany samochód przez Ferrari w tym czasie i zarazem najszybszym seryjny samochód na świecie.
W 1985 powstawała wersja Evoluzione – silnik generował moc 650 KM (478 kW) przy 7500 obr./min, pojazd przy masie własnej 940 kg miał osiągać prędkość 370 km/h.

## Dane techniczne
Źródło:
Wymiary:
- Rozstaw kół przednich: 1559 mm
- Rozstaw kół tylnych: 1562 mm

Opony:
- Przód: 225/50 VR 16
- Tył: 255/50 VR 16

Osiągi:
- Prędkość maksymalna: 305 km/h
- 0-100 km/h: 4,8 s
- Moc maksymalna: 400 KM przy 7000 obr./min
- Maksymalny moment obrotowy: 496 N•m przy 3800 obr./min

Napęd:
- Typ silnika: V8
- Pojemność: 2855 cm³
- Średnica cylindra x skok tłoka: 80 x 71 mm
- Rozrząd: DOHC, 4 zawory na cylinder
- Wtrysk paliwa: bezpośredni, elektroniczny Weber-Marelli
- Stopień sprężania: 7,6:1
- Skrzynia biegów: 5-biegowa manualna
- Napęd: na tylną oś